# St. Vitus (St. Vit)
Die römisch-katholische Pfarrkirche St. Vitus steht in St. Vit, einem Ortsteil von Rheda-Wiedenbrück in Nordrhein-Westfalen, Deutschland. Sie gehört zum Pastoralverbund Reckenberg im Erzbistum Paderborn.

## Geschichte
Die Ursprünge der Kirche gehen auf das Jahr 1050 zurück. Allerdings stand damals eine Kapelle an anderer Stelle.  Die Pfarrei wurde am 19. Mai 1212 durch den Bischof Gerhard von Osnabrück eingerichtet. Zu diesem Zweck wurden einige Höfe zusammengefasst und die Bauern dazu verpflichtet, für den Unterhalt einer Kapelle und des Pfarrers Sorge zu tragen. Die Gründungsurkunde ist erhalten. Die erste Kapelle wurde baufällig und 1259 durch eine neue ersetzt. Sie unterstand dem Patrozinium der hl. Maria und des hl. Vitus, ihr Standort war vor der Stadt. Wegen der kriegerischen Auseinandersetzungen zwischen den damals selbständigen Städten Rheda und Wiedenbrück verlagerten die Bewohner von St. Vit den Kirchenstandort mehrfach, um einen gefahrlosen Kirchenbesuch wieder zu ermöglichen. Eine Kapelle am heutigen Standort wurde 1552 gebaut, die dann 1730 baufällig wurde und abgebrochen werden musste. Nach einem Beschluss der Gemeinde und des damaligen Pfarrers Christoph Heinrich Wippermann sollte eine größere Kirche aus Stein gebaut werden.  Von 1734 bis 1736 erfolgte ein kompletter Neubau als ursprünglich chorlose Saalkirche. Die Außenwände sind durch Strebepfeiler gegliedert. 1912 erhielt die Kirche die jetzige Gestalt mit Chor, Dachreiter  und Westturm nach den Plänen des Architekten Franz Mündelein aus Paderborn. In derselben Zeit wurde das Gebäude neubarock überformt. Der Chorraum wurde im Gegensatz zum Schiff mit farbigen Fenstern ausgestattet. Ein Knecht des Hofes Westhoff stiftete das Fenster auf der rechten Seite. Er machte zur Bedingung für seine Stiftung, dass auf dem Fenster Schafe abgebildet sein sollen. Der Glaskünstler stellte Jesus dar, wie er Petrus die Leitung der Kirche überträgt, Weide meine Lämmer, weide meine Schafe. Auf dem linken Fenster ist Jesus bei der Bergpredigt dargestellt. Das rechte Rundfenster zeigt Vitus mit dem Feuerofen und das linke Rundfenster Agnes mit dem Lamm. 1981 erfolgte eine Innenrestaurierung. Eine Außenrestaurierung wurde 1991 durchgeführt. Eine umfangreiche Innen- und Außensanierung wurde 2011/2012 durchgeführt. 2012 erhielt die Kirche eine Außenbeleuchtungsanlage, die das renovierte Bauwerk nachts anstrahlt.

## Ausstattung

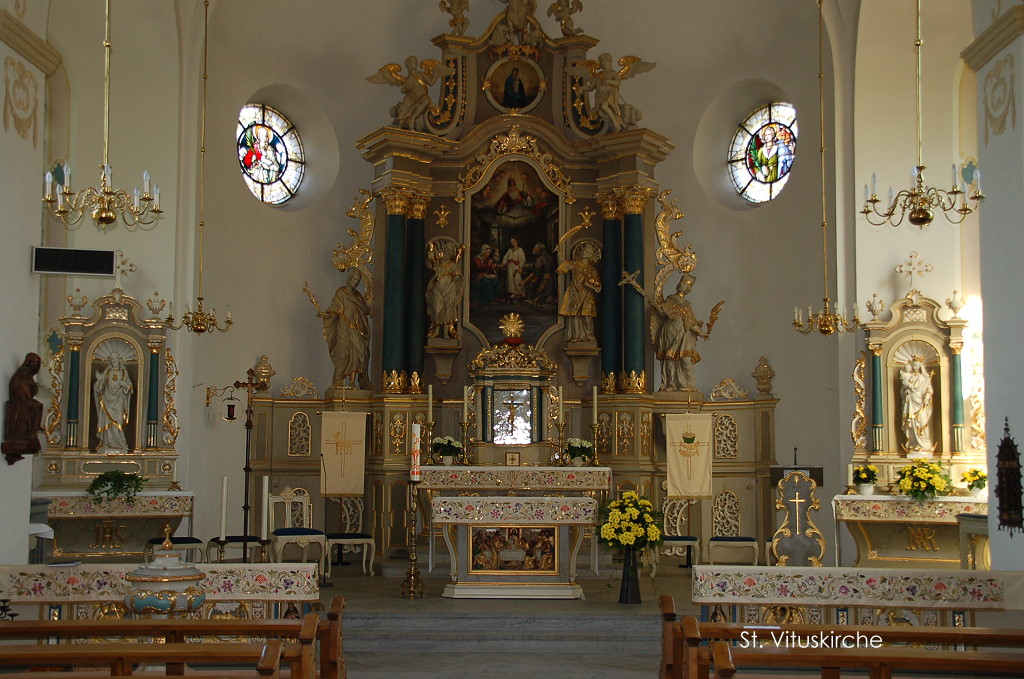
Hochaltar der St. Vituskirche

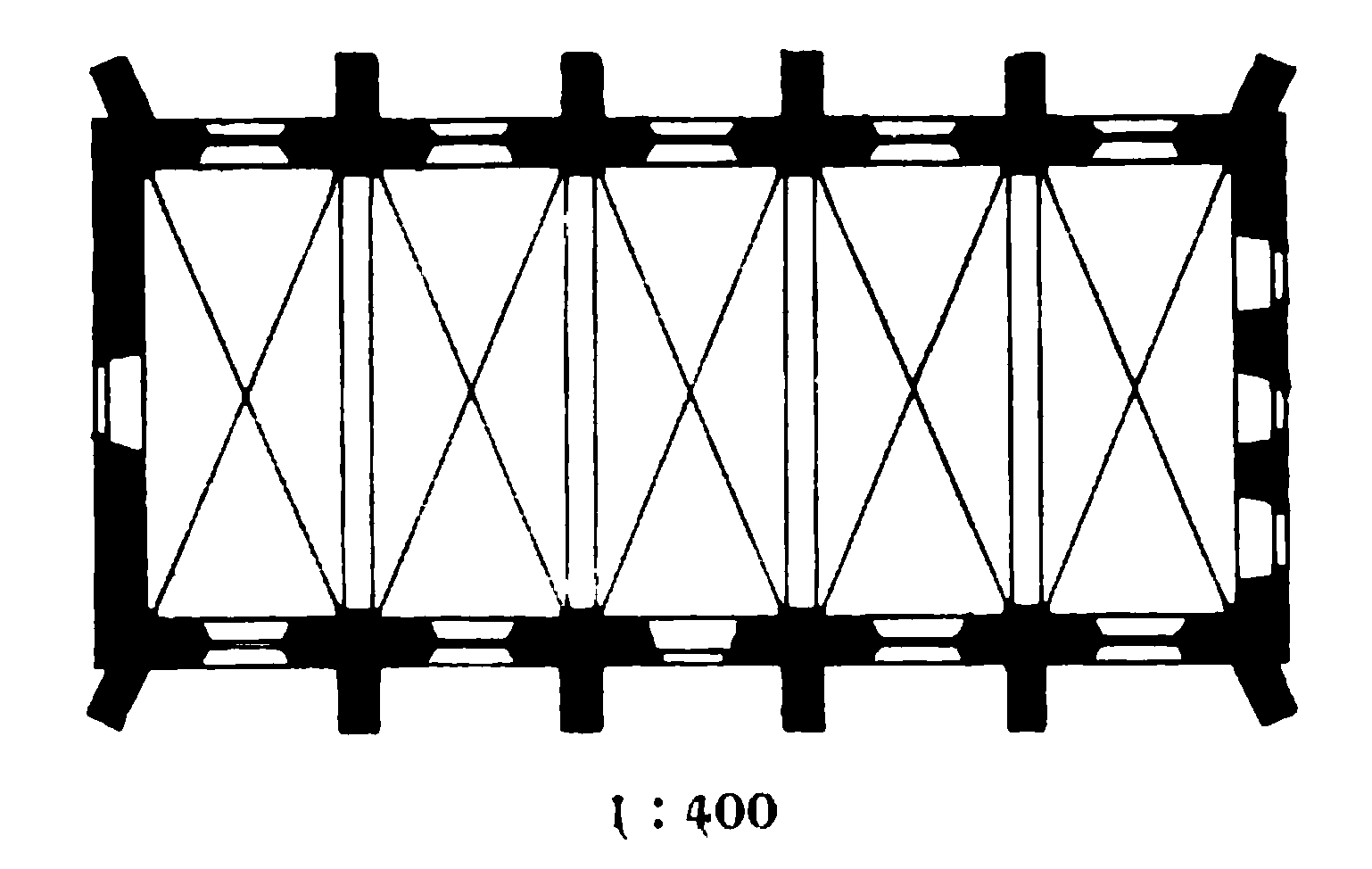
Grundriss aus der Zeit um 1900

- Sehenswert ist der Hochaltar von 1741, der im Stil des Barocks  gestaltet wurde. Die Gewanddrapierung wirkt unruhig, die Figuren sind geschnitzt. Er ist Joseph Guidobald Licht zugeschrieben.[1] Das Altarblatt zeigt die Hl. Familie, es wurde 1898 von Anton Waller ergänzt. Der Altar wurde 1960 umfangreich restauriert und von der Firma Ochsenfarth in den ursprünglichen Farben neu gefasst. Die obere Figur zeigt den Vitus mit einer Siegespalme. Darunter wird auf einem Medaillonbild die Muttergottes mit dem kleinen Jesus dargestellt. Auf der linken Seite steht die Figur des Joseph. Das ihm ursprünglich beigefügte Attribut Säge ging verloren. Stattdessen trägt er heute eine Lilie in der Hand. Der Apostel Andreas wird an einem Kreuz gefoltert, rechts davon ist der Erzmärtyrer Stephanus zu sehen, als Attribut trägt er auf einem Buch zwei Steine. Daneben steht eine Figur des Johannes Nepomuk, er hält ein Kruzifix in seiner Hand.[2]
- Auf dem die Kirche umgebenden Friedhof steht in einer offenen Kapelle eine geschnitzte Kreuzigungsgruppe. Die Figuren sind überlebensgroß, sie wurden um 1500 geschnitzt.
- Das Friedhofskreuz, mit Korpus Christi, ist ein Werk des Wiedenbrücker Bildhauers Paul Libor.
- Die Seitenaltäre wurden 1913 ergänzt.[1]
- Die Kanzel ist mit 1766 bezeichnet und mit reichem Schnitzwerk versehen, vermutlich ist sie, ebenso wie der Hauptaltar, eine Arbeit von Licht.
- Die spätgotische Pietà wurde geschnitzt.
- An den Seitenwänden stehen Heiligenfiguren, die zum Teil aus der Wiedenbrücker Schule stammen oder Licht zugeschrieben sind.[1]
- Über der Tür zum Orgelaufgang hängt das von den Gebrüdern Licht geschnitzte Wappen der Familie Wyck mit der Jahreszahl 1734. Die Grafen von Wyck hatten einen Großteil der Kirche und der Einrichtung gestiftet.[2]
- In einer Nische rechts vor dem Altarraum steht eine Reliquienmonstranz mit Reliquien des hl. Vitus. Der Entwurf der Reliquienmonstranz stammt von Pater Walther Tecklenborg OFM. Sie wurde 1928 in der Kunstwerkstätte der Firma Bach-Wild in Münster angefertigt.[4]
- Als Ersatz für die 1942 kriegsbedingt eingeschmolzenen Glocken wurden 1950 von der Gießerei Petit & Gebr. Edelbrock die drei jetzigen Glocken gegossen und am 2. April 1950 geweiht: Christus König (Ton g, Gewicht 11 Zentner, Durchmesser 100 cm), Hl. Maria (Ton b, Gewicht 6,2 Zentner, Durchmesser 80 cm), Hl. Vitus (Ton c, Gewicht 4,2 Zentner, Durchmesser 74 cm).[2][5]

## Orgel
Die Orgel wurde 1976 von dem Orgelbauer Simon (Borgentreich) in einem vorhandenen, historischen Orgelgehäuse erbaut. Das Schleifladen-Instrument hat 22 Register auf zwei Manualen und Pedal. Die Spieltrakturen sind mechanisch, die Registertrakturen sind elektrisch.
| I Hauptwerk C–g3 |             |       |
| 1.               | Prinzipal   | 8′    |
| 2.               | Spitzflöte  | 8′    |
| 3.               | Oktave      | 4′    |
| 4.               | Spillpfeife | 4′    |
| 5.               | Quinte      | 2 ⁄3′ |
| 6.               | Waldflöte   | 2′    |
| 7.               | Mixtur IV   | 1 ⁄3′ |
| 8.               | Trompete    | 8′    |

| II Positiv C–g3 |                |      |
| 9.              | Holzgedackt    | 8′   |
| 10.             | Rohrflöte      | 4′   |
| 11.             | Sesquialter II |      |
| 12.             | Prinzipal      | 2′   |
| 13.             | Sifflöte       | 1′   |
| 14.             | Zimbel III     | 1⁄2′ |
| 15.             | Dulzian        | 16′  |
| 16.             | Krummhorn      | 8′   |
|                 | Tremulant      |      |

| Pedalwerk C–f1 |               |     |
| 17.            | Subbaß        | 16′ |
| 18.            | Prinzipalbaß  | 8′  |
| 19.            | Gedacktbaß    | 8′  |
| 20.            | Choralbaß     | 4′  |
| 21.            | Hintersatz IV |     |
| 22.            | Fagott        | 16′ |